# اتفاقية فيينا بشأن لافتات وإشارات الطرق
اتفاقية فيينا بشأن لافتات وإشارات الطرق هي معاهدة متعددة الأطراف تهدف إلى زيادة السلامة على الطرق ومساعدة حركة المرور على الطرق الدولية من خلال توحيد نظام التوقيع على حركة المرور على الطرق (لافتات الطرق وإشارات المرور وعلامات الطرق) في الاستخدام الدولي.
تم الاتفاق على هذه الاتفاقية من قبل المجلس الاقتصادي والاجتماعي للأمم المتحدة في مؤتمرها عن السير على الطرق في فيينا من 7 أكتوبر إلى 8 نوفمبر 1968 واختتم في فيينا في 8 نوفمبر 1968 ودخلت حيز النفاذ في 6 يونيو 1978. أنتج هذا المؤتمر أيضا اتفاقية فيينا بشأن حركة المرور على الطريق الذي يكمل هذا التشريع عن طريق توحيد قوانين المرور الدولية.
الاتفاقية المنقحة امتدت إلى حد كبير في وقت سابق من بروتوكول جنيف لعام 1949 بشأن علامات وإشارات الطرق وهي نفسها التي تستند بدورها على اتفاقية جنيف 1931 بشأن توحيد إشارات الطريق.
التعديلات بما في ذلك الأحكام الجديدة التي تتعلق بشأن وضوح العلامات والأولوية في الدوارات والإشارات الجديدة لتحسين السلامة في الأنفاق التي اعتمدت في عام 2003.
تعكس كل من اتفاقية فيينا وبروتوكول جنيف التوافق المشترك حول علامات المرور على الطرق التي تطورت في المقام الأول في أوروبا في منتصف القرن العشرين. معظم الولايات القضائية خارج أوروبا لم تعتمد الاتفاقية إما بسبب الحفاظ على النظم الخاصة بها من إشارات المرور على الطرق على سبيل المثال الولايات المتحدة بالنسبة إلى أجهزة التحكم وسياسة الرمز على سبيل المثال تحدد الخطوط الصفراء بين حارات المرور التي تتحرك في اتجاهين متعاكسين وخطوط بيضاء بين الممرات التي تسير في نفس الاتجاه في حين تستخدم اتفاقية فيينا الخطوط البيضاء. أيضا فإن علامات حدود السرعة ومواقف الممنوع من بين الاختلافات الأكثر وضوحا.